# Naturschutzgebiete im Südsudan
Der Südsudan liegt im Gebiet der Savannen. Von Norden nach Süden dominieren Dornstrauchsavannen, Trockensavannen und Feuchtsavannen, sowie Wälder, Sümpfe, Seen und Feuchtgebiete. Die ausgewiesenen Naturschutzgebiete sind nachfolgend aufgelistet.

## Naturschutzgebiete

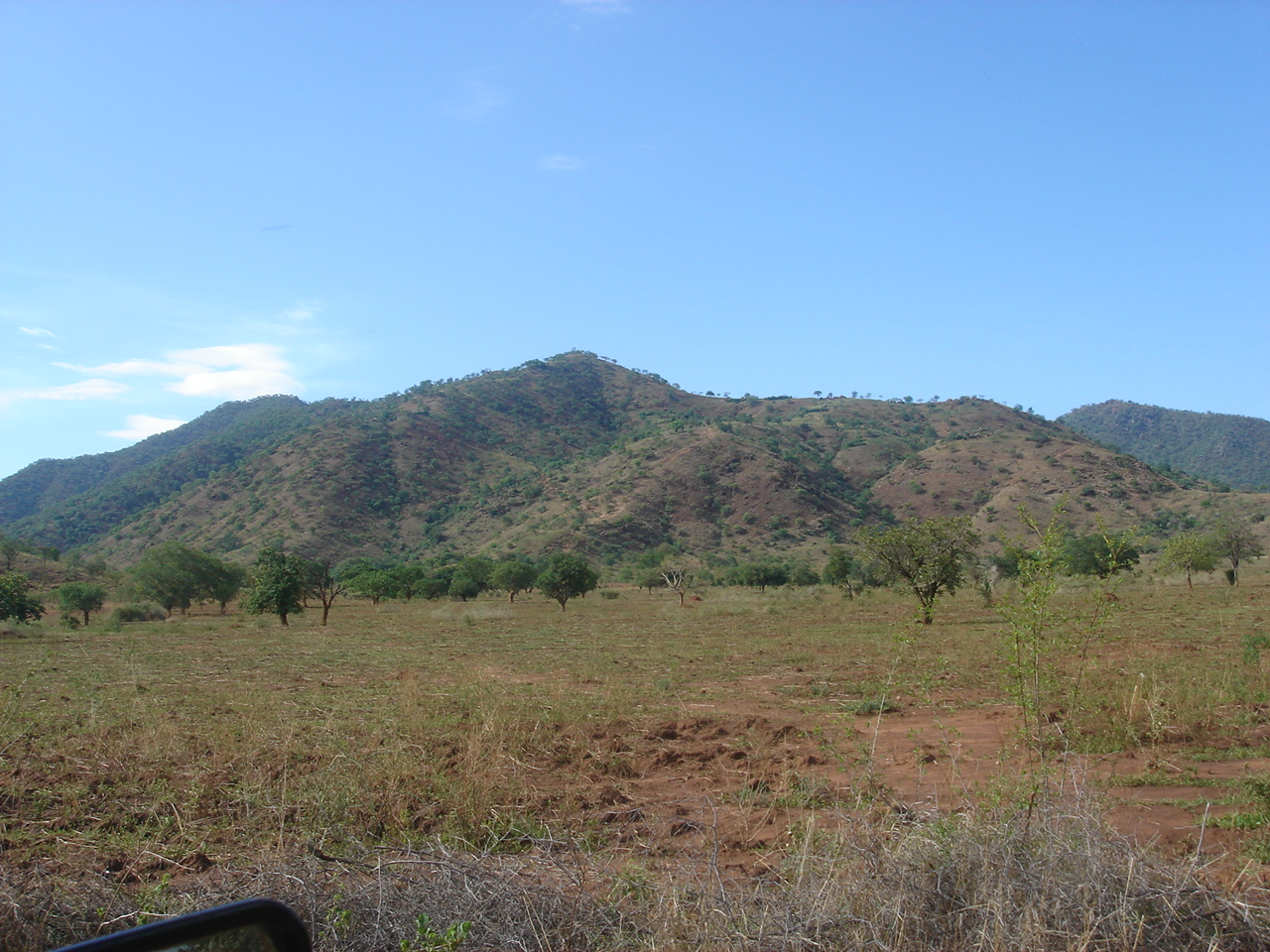
Kidepo-Wildreservat an der Grenze zum Kidepo-Valley-Nationalpark in Uganda

### Nationalparks
- Badingilo-Nationalpark
- Boma-Nationalpark
- Lantoto-Nationalpark
- Nimule-Nationalpark
- Shambe-Nationalpark
- Südlicher Nationalpark

### Wildreservate
- Ashana-Wildreservat
- Bengangai-Wildreservat
- Bire Kpatuos-Wildreservat
- Boro-Wildreservat
- Chelkou-Wildreservat
- Ez-Zeraf-Wildreservat
- Fanikang-Wildreservat
- Juba-Wildreservat
- Kidepo-Wildreservat
- Mushra-Wildreservat
- Mbarizunga-Wildreservat
- Numatina-Wildreservat

### Naturschutzgebiete
- Imatong-Gebirge
- Ambadi-See
- No-See